# يوشيوكي ماتسوموتو
يوشيوكي ماتسوموتو (باليابانية: 松本佳介؛ بالكانا: まつもと よしゆき) هو لاعب شوغي ‏ ياباني، ولد في 27 ديسمبر 1971 في سايتاما في اليابان.